# En kvinnas morgondag
En kvinnas morgondag är en svensk film från 1931 i regi av Gustaf Bergman. I rollerna ses Vera Schmiterlöw, Paul van der Osten och Mathias Taube.

## Om filmen
Förlaga var manuset The Devil's Holiday av Edmund Goulding, vilket bearbetades till filmmanus av Elsa af Trolle. Gouldings manus hade året innan legat till grund för den amerikanska filmen The Devil's Holiday, producerad av Paramount Pictures. Inspelningen av En kvinnas morgondag ägde rum 1931 utanför Paris med Fred Langenfeld som fotograf. Filmen premiärvisades 9 mars 1931 på biograf Odéon i Helsingborg.

## Handling
En ung manikurist arbetar på ett hotell där hon övertalar olika affärsmän att gå ärenden för vilka hon får provision. Hon träffar en ung man som hon gifter sig med trots att hon inte är kär i honom. När den unge mannens fader upptäcker detta betalar han henne för att ge sig iväg. Till slut ångrar sig kvinnan och betalar tillbaka pengarna: hon har insett att hon älskar sin man.

## Rollista
- Vera Schmiterlöw – manikuristen
- Paul van der Osten – den unge mannen
- Mathias Taube – hans far

Ej identifierade roller
- Georg Blomstedt
- Artur Rolén
- Ragnar Widestedt
- Anna-Lisa Baude
- Torsten Hammarén

### Fotnoter
1. 1 2 3  ”En kvinnas morgondag”. Svensk Filmdatabas. http://sfi.se/sv/svensk-filmdatabas/Item/?itemid=3689&type=MOVIE&iv=Basic&ref=/templates/SwedishFilmSearchResult.aspx?id%3d1225%26epslanguage%3dsv%26searchword%3den+kvinnas+morgondag%26type%3dMovieTitle%26match%3dBegin%26page%3d1%26prom%3dFalse. Läst 19 april 2013.